# Lisandro Ezequiel López
Lisandro Ezequiel López, mais conhecido como Lisandro López (Villa Constitución, 1 de setembro de 1989), é um futebolista argentino que atua como zagueiro. Atualmente joga pelo Olimpia.

## Carreira
López fez sua estreia oficial no Chacarita Juniors em 22 de agosto de 2009, em uma derrota contra Tigre.
Em julho de 2010, López se juntou Arsenal de Sarandí sem nenhum custo, onde estabeleceu-se como titular, ajudando o time a conquistar a Clausura 2012.
Suas apresentações chamam a atenção de clubes europeus como Arsenal, Milan, Málaga e Benfica, como substituto em potencial para o seu compatriota Ezequiel Garay. No dia 10 de julho de 2013, López assinou com o Benfica em um contrato de cinco anos, no valor de € 5 milhões de euros (R$ 14,4 milhões), com uma cláusula de € 35 milhões (R$ 101,1 milhões), sendo inicialmente emprestado por um ano para o Getafe.

## Benfica

#### 2013/14
Chegou ao clube em 2013/14 proveniente dos argentinos do Arsenal de Sarandi mas, devido ao excesso de opções para o eixo da defesa o defesa argentino foi emprestado ao Getafe, de Espanha.

#### 2014/15
Na Temporada 2014/15 integrou o plantel campeão da Primeira Liga, embora não tenha somado muitos minutos. So entrou em ao quando Luisão ou Jardel estiveram indisponíveis sendo que, até por vezes foi ultrapassado por César. Realizou 10 Jogos, 6 na Primeira Liga.

#### 2015/16
Aproveitou bem uma lesão no braço do capitão Luisão para se afirmar no onze. Mas, a sorte não esteve com ele e 10 jornadas depois lesionou-se e não mais foi utilizado ate ao fim da temporada. Apontou o seu primeiro golo pelo Benfica a 30 de Novembro de 2015, ao Braga num belo remate cruzado (2-0). Realizou 19 Jogos, apontando 1 golo. 

### Estilo de Jogo
Alia velocidade a técnica. Jogador muito perigoso nas bolas paradas e muito veloz nas compensações aos seus colegas. 

## Títulos
Arsenal de Sarandí
- Campeonato Argentino: Clausura 2012
- Supercopa Argentina: 2012

Benfica
- Campeonato Português: 2014–15, 2015–16, 2016–17
- Taça da Liga: 2014–15, 2015-16
- Supertaça Cândido de Oliveira: 2016, 2017
- Taça de Portugal: 2016-17

Boca Juniors
- Campeonato Argentino: 2019–20

## Prêmio individuais
- Jogador do Ano da Argentina: 2012